# Gabriel Swolfs
Gabriel Swolfs (13 mei 2008) is een Belgisch basketballer.

## Carrière
Swolfs speelde in de jeugd van AWBB en maakte in 2023 de overstap naar BC Oostende. Na een seizoen wisselde hij Oostende in voor Kortrijk Spurs. Hij maakte zijn debuut in de BNXT League in het seizoen 2024/25. Swolfs maakte aan het einde van het seizoen de overstap naar Avanti Brugge.

### Nationale ploeg
Swolfs is een jeugdinternational voor de Belgische nationale ploeg.